# Guo Luoyao
Guo Luoyao (n. 11 noiembrie 2001) este o sportivă. A participat la competiții asociate Jocurilor Olimpice în care a câștigat o medalie de bronz.